# Audi R10 TDI
Pour les articles homonymes, voir R10.
L'Audi R10 TDI est une voiture de compétition de la catégorie LMP1 conçue par Audi Sport pour courir dans les épreuves de sport automobile d'endurance, notamment les 24 Heures du Mans.
Après avoir remporté cinq des six éditions entre 2000 et 2005 avec la R8, le changement du règlement portant le poids minimum de 900 à 925 kg et la désulfurisation du gazole routier en Amérique du Nord, Audi décide de se lancer dans un nouveau défi, en même temps que Peugeot, en essayant de faire gagner un Diesel au Mans. L'élaboration de la remplaçante de la R8 pouvait commencer. Le gazole utilisé est en partie synthétique. Il contient du GTL (Gas-to-Liquid) fabriqué à partir de gaz naturel dans une usine pilote du groupe Shell en Malaisie, dont l'indice de cétane, c'est-à-dire d'auto-inflammation, est d'environ 75 (contre 55 pour le gazole classique).

## Moteur

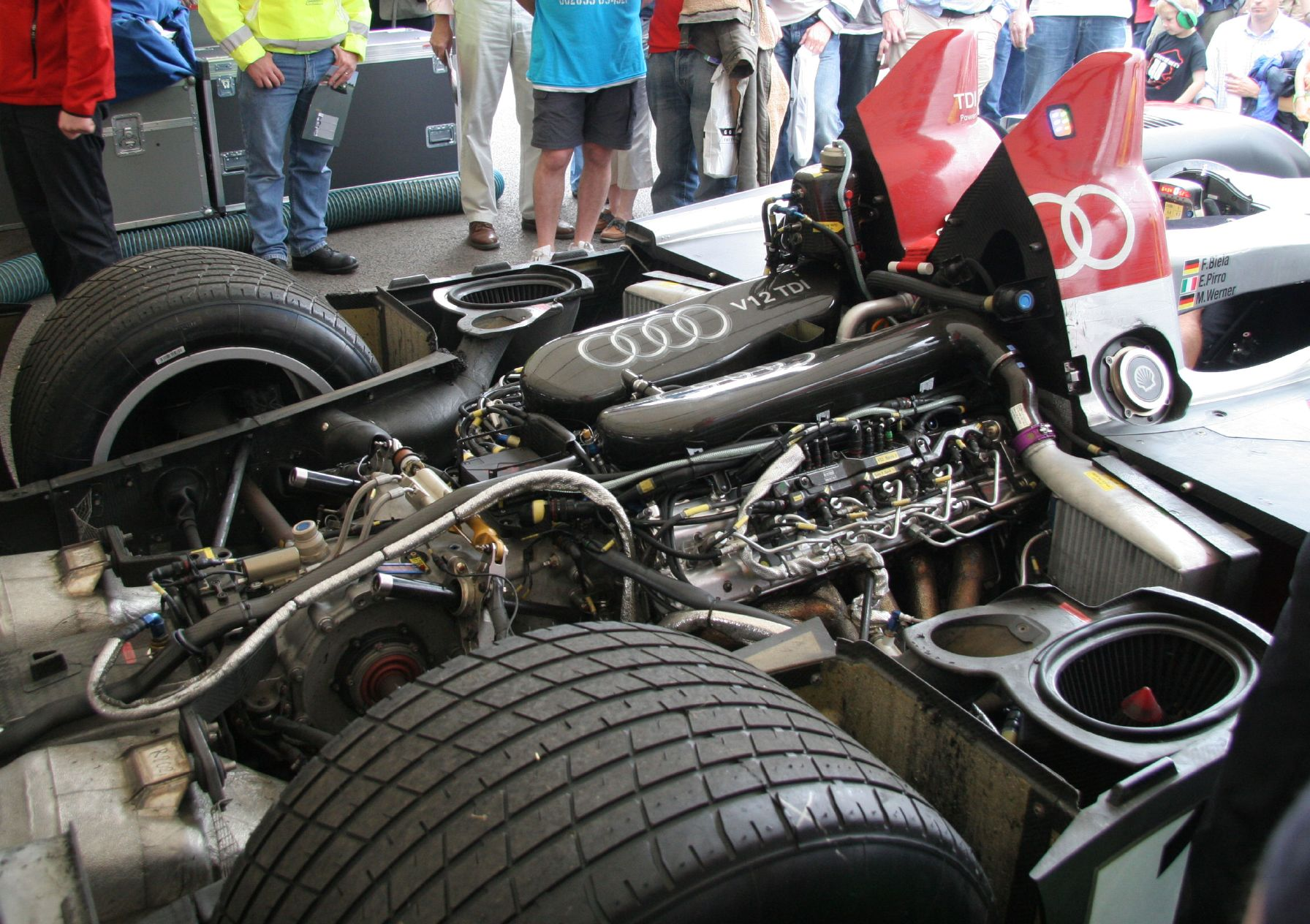
Moteur de l’Audi R10.

Le cœur de l'Audi R10 TDI est constitué d'un nouveau moteur V12 TDI d'une cylindrée de 5 500 cm3 (le maximum autorisé au Mans). La marque aux anneaux s'est engagée dans une voie encore peu explorée, celle des moteurs Diesel en course, pour aboutir à un moteur développant plus de 650 chevaux avec un couple record de plus de 1 100 N m. Dans le dossier de presse, Ulrich Baretzky, le responsable du développement des moteurs de compétition chez Audi, déclare le considérer comme le moteur Diesel pour automobile le plus puissant au monde, et le plus gros challenge d'Audi Sport. Le V12 à 90° implanté dans la R10 est entièrement en aluminium, comprenant quatre soupapes par cylindre, deux arbres à cames. L'introduction du carburant se fait par un système d'injection directe à rampe commune (appelé « common rail » en anglais) moderne, à plus de 1 600 bars. C'est le premier moteur de ce type chez Audi ; la technologie common rail arrivera en série chez le constructeur vers 2010, les moteurs turbo Diesel Audi des années 2000-2010 utilisant, pour la plupart, la technologie « injecteur pompe ».
La pression des deux turbocompresseurs Garrett est limitée par la règlementation actuelle à 2,94 bars. Le diamètre des deux brides d'admission d'air est également limité à 39,9 mm. Le moteur est contrôlé par un système Bosch (MS14). La puissance et le couple élevé du moteur sont disponibles quasiment dès le ralenti, même si la plage d'utilisation optimale se situe entre 3 000 et 5 000 tr/min. Le bruit caractéristique de la technologie Diesel se fait principalement entendre lors du processus de chauffage. Ce grand silence fait perdre un des charmes de la course automobile et oblige les pilotes à monter et descendre les rapports suivant le compte-tours. Le moteur est également équipé de deux filtres à particules.
L'un des principaux avantages de ce moteur reste sa faible consommation de carburant qui permet de ravitailler moins souvent. Le couple de plus de 1 100 N m a demandé également un développement particulièrement intensif du train arrière de la R10. Même les dernières générations d'équipements Audi ont dû être revues et corrigées pour s'y adapter. Ainsi, la boîte de vitesses a été corrigée. Le but principal des ingénieurs d'Audi est de fiabiliser la voiture, malgré les hautes pressions internes du moteur, à l'image de la R8 qui n'aura connu aucune casse moteur sur les 77 courses qu'elle a courues à ce jour.

## Châssis
Au premier coup d'œil, l'Audi R10 ne peut nier son lien de parenté avec la R8. Cependant, ce nouveau châssis LMP1 arbore un nouveau design, Audi Sport ayant pris soin d'explorer de nouvelles voies. Selon Wolfgang Ullrich, responsable des technologies chez Audi Sport, la R10 reprend le savoir-faire et l'expérience acquis avec la R8.
L'une des principales différences avec sa devancière est l'intégration de la monocoque et des éléments de carrosserie. Si la R8 avait un châssis traditionnel, habillé de carrosserie, les éléments de carbone de la nouvelle R10 sont directement suspendus, sans ajout supplémentaire d'un quelconque élément de carénage. Ce changement a permis d'alléger la voiture, puisque le V12 TDI était non seulement plus encombrant, mais également plus lourd que le V8 FSI équipant la R8. La modularité a également été fortement revue sur ce nouveau concept. Ainsi, la partie arrière de la R10 est facilement démontable, tout comme la partie avant, structure d'accident comprise. Cela offre un accès plus aisé aux suspensions, alors que la boîte de vitesses et certains éléments mécaniques peuvent être changés dans un temps plus court.
L'aérodynamisme de la R10 a également été revu pour se conformer aux nouvelles règles de l'Automobile Club de l'Ouest, organisateur de l'évènement, souhaitant une diminution des appuis de 15 %. Cependant, un long travail des ingénieurs Audi en soufflerie a permis de retrouver la quasi-intégralité de ces appuis perdus. Ce qui distingue le plus la R10 de sa devancière reste le nez plus pointu, la hauteur de caisse plus élevée ou encore le poste de pilotage, pouvant être indifféremment placé à gauche ou à droite. La majeure partie de ces changements ont été effectués dans un but de sécurité accrue, à l'image de l'utilisation du système HANS (« Head and Neck Support »), déjà utilisé dans d'autres sports mécaniques comme la Formule 1.
Bien que la coque de la R10 soit plus rigide que celle de la R8, les pilotes sont assis « confortablement » dans leur baquet, un facteur important pour des courses de 24 heures. La direction électrique — à l'image des récents modèles de production — et non plus hydraulique, contribue également à ce confort accru.
Le nombre d'unités électroniques a considérablement augmenté, en regard de ceux dont disposait la R8. Comme sur un véhicule de série, toutes les fonctions importantes sont contrôlées par des calculateurs qui mettent en commun ces informations par un réseau local : le Bus CAN. Même les phares ne sont plus directement allumés par le pilote, qui se contente d'une simple impulsion manuelle, l'ordre étant ensuite transmis aux calculateurs embarqués. Un autre système de collecte de données a également été mis en place par Bosch. Celui-ci collecte l'ensemble des données et les transmet par télémétrie aux stands ou directement sur l'écran incorporé au volant de la voiture, le pilote étant informé de l'ensemble des facteurs. La majorité des fonctions sont contrôlées par le pilote depuis les boutons situés sur le volant, équipé d'un micro-processeur et développé en synergie avec Megaline.
Les experts de la société Megaline ont également été impliqués dans le développement du mécanisme électropneumatique de la boîte de vitesses, contrôlée par deux palettes situées derrière le volant. La boîte, développée par X-Trac, en dépit du couple important de cette nouvelle R10, est plus légère que la version qui équipait les R8. Grâce aux caractéristiques du moteur turbo-Diesel, le nombre de passages de rapport diminue de manière significative. Un argument de plus pour la fiabilité, tant la transmission est soumise à d'importantes forces, selon Audi, plus importantes qu'en F1. La boîte, tout comme les arbres, a été conçue pour résister à ces forces. Le nouvel embrayage en céramique a également subi la même batterie de tests, en collaboration avec ZF Sachs. L'échauffement, plus important sur le Diesel, a imposé des systèmes de refroidissement plus efficaces.
Les pneus avant larges sont nouveaux en LMP1. Ils devraient contribuer à réduire la tendance sous-vireuse de la voiture, accrue par l'énorme poussée du V12 Diesel. L'utilisation du contrôle de traction (ASR) aide également les pilotes à moduler ce couple, particulièrement en conditions humides. Frank Biela, triple vainqueur au Mans, a avoué, juste après le premier roulage de la machine, que le moteur continuait à pousser de manière discontinue, même dans des passages rapides. Le ravitaillement en carburant se fait en un temps plus court. À l'inverse de l'essence, le gazole ne s'évapore pas. Comme sur la R8, un panneau comprenant plusieurs diodes lumineuses se trouve près de l'embout de ravitaillement et indique de manière visuelle aux mécaniciens l'état des niveaux de liquides (gazole, eau, huile).
Les spectateurs ne pourront plus voir les disques de frein rougeoyants à chaque freinage. Ceux-ci sont dorénavant cachés par une sorte de carénage, similaire au système équipant les A4 en DTM et bénéficient d'un meilleur refroidissement à l'aide de conduits en carbone. Les étriers de freins sont similaires à ceux visibles sur les modèles RS. Les phares de la R10 sont constitués de diodes luminescentes blanches, également issues de la production. L'habitacle est ouvert.

## Développement

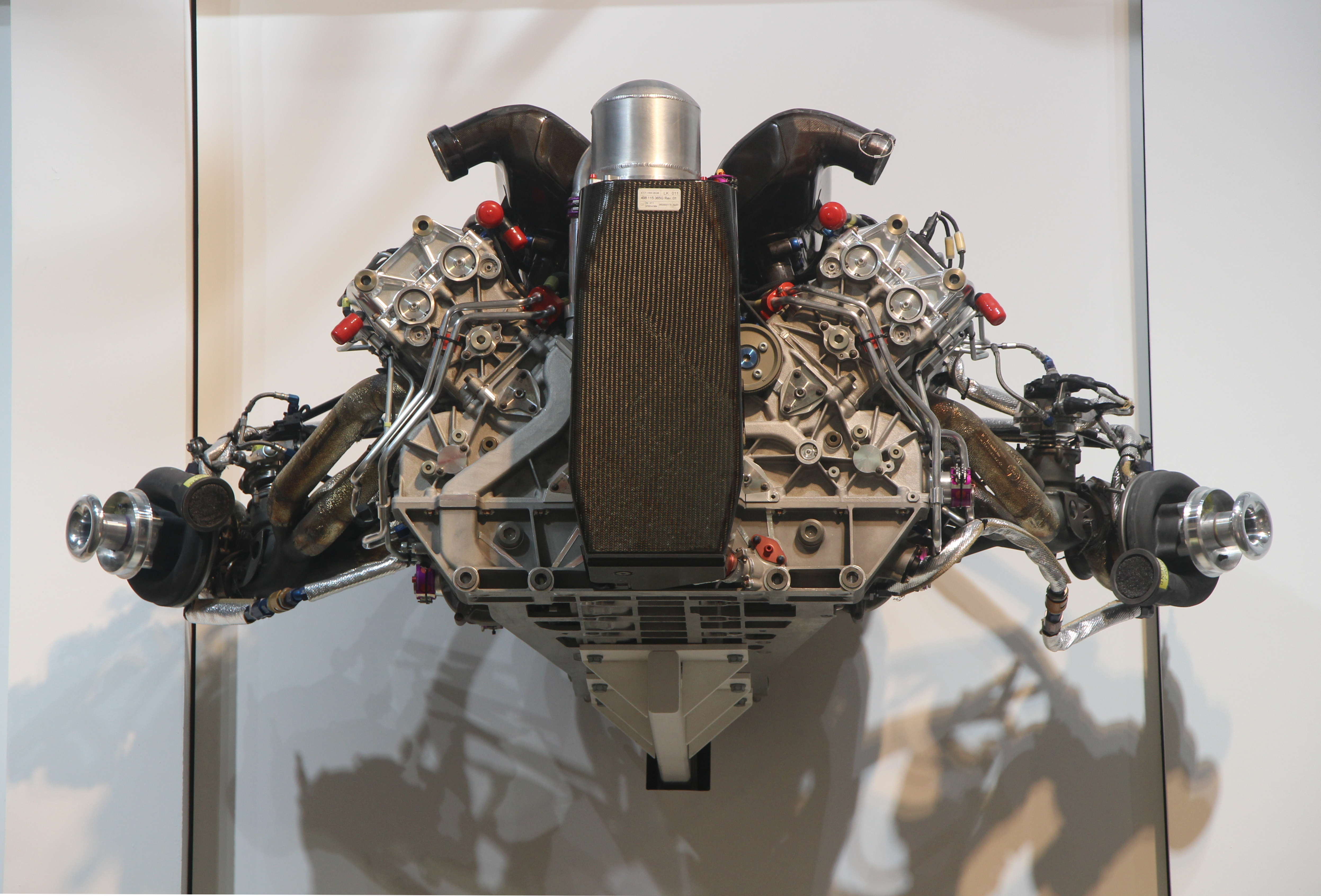
V12-Diesel-motor de l'Audi R10 TDI

L'idée de développer une sportive Diesel pour les 24 Heures du Mans n'est pas nouvelle. Elle fait suite au concept-car portant également le nom R10, présenté à la presse lors de plusieurs salons internationaux. Les choses deviennent sérieuses dans le courant du mois de septembre 2003 quand la trame de base du développement de ce qui allait devenir la R10 est établie. C'est à ce moment que se porte le choix d'Audi sur une mécanique 12-cylindres. Tous les éléments importants de la future voiture doivent y figurer puisqu'il sera impossible de les corriger plus tard.
Au printemps 2004, la décision finale est prise de construire un moteur V12 avec la cylindrée maximale permise dans les divers règlements. Ceci affectera l'ensemble du châssis qui a dû être allégé au maximum, le moteur étant plus lourd de par le nombre de cylindres, mais également à cause de la technologie Diesel.
Le moteur tourne pour la première fois en juillet 2005. Des tests avaient déjà été effectués par des ingénieurs du département de la production en modifiant certains moteurs de série pour y appliquer un nombre incroyable de tests différents. Le nouveau V12 TDi a passé plus de 1 000 heures sur les bancs d'essais avant le premier roulage de la voiture le 29 novembre 2005. Pour que le plan de préparation soit scrupuleusement respecté, il devait passer 3 000 heures complètes sur les bancs et accumuler plusieurs milliers de kilomètres avant sa participation au Mans. Durant ces essais, les ingénieurs de la maison effectuent les mêmes tests que ceux qui avaient été réalisés sur la R8.
En 2006, la voiture est engagée aux 12 Heures de Sebring et gagne l'épreuve le 18 mars, une sorte de test grandeur nature pour la « vraie » course d'endurance au Mans. La voiture roule pour la première fois sur le circuit de la Sarthe lors des essais officiels du 4 juin 2006. Ce sera la dernière occasion pour Audi de tester les mécaniques. Le circuit étant en partie composé de routes ouvertes, il n'y aura pas d'autres possibilités de tests sur ce tracé. Moins de deux semaines plus tard, une Audi R10 remporte les 24 Heures du Mans, parcourant 5 169 km à 215 km/h de moyenne, et consommant nettement moins d'un carburant moins raffiné que la concurrence.

## Histoire
En 2006, l’Audi R10 a été la première voiture de course avec un moteur diesel à remporter la victoire au général dans l’histoire des 24 Heures du Mans. La voiture de course, présentée à Paris le 13 décembre 2005, est propulsée par un nouveau moteur 12 cylindres TDI à suralimentation biturbo de 5,5 litres. Avec plus de 475 kW et 1 200 Newton mètres, la Le Mans Prototype surpasse les performances de la plupart des véhicules de course Audi précédents, y compris ceux de sa prédécesseur à succès, la R8. Le Carter du moteur V12 est entièrement en aluminium.
En tant qu’unité diesel, le moteur V12 de la R10, qui est équipé de deux filtre à particules, est à peine perceptible de l’extérieur en raison de son bon fonctionnement. Cependant, les caractéristiques particulières du moteur TDI ont présenté aux ingénieurs d’Audi Sport toute une série de défis. La pression d’injection de l’injection directe à rampe commune est bien supérieure aux 160 MPa atteints dans les véhicules de série. La plage de régime utilisable se situe entre 3 000 et 5 000 tr/min et se situe donc à un niveau bas par rapport à un moteur essence conçu pour la compétition. Grâce à la courbe de couple favorable du moteur TDI, le conducteur de la R10 doit changer de vitesse beaucoup moins souvent que dans la R8.
Le couple maximal de 1,2 kilonewton mètre impose des exigences particulières à la transmission de puissance de la R10 - même les bancs d’essai moteur d’Audi Sport ont dû être convertis en d’autres transmissions afin de pouvoir faire face à ces charges de couple élevées.
Le châssis de la voiture a également dû être modifié : la R10 a un empattement nettement plus long que celui de la R8. Les pneus avant particulièrement larges sont uniques pour un prototype du Mans. De nouvelles techniques ont également été utilisées dans le développement du châssis monocoque en plastique renforcé de fibres de carbone. Le châssis, le moteur et la transmission forment un ensemble résistant à la torsion et entièrement porteur.
Les premiers essais sur route ont été effectués fin novembre 2005. Le programme d’essais s’est achevé à la course des 24 Heures du Mans, les 17 et 18 juin 2006, le programme comprenait une sortie aux 12 Heures de Sebring le 18 mars, où une voiture conduite par Marco Werner, Emanuele Pirro et Frank Biela a abandonné après 117 tours en raison d’une surchauffe du moteur. La deuxième voiture a conduit l’équipe Rinaldo Capello/Allan McNish/Tom Kristensen à la victoire au général avec un total de 349 tours, quatre tours devant la deuxième place. Comme pour le projet R8, l’équipe de Reinhold Joest soutient l’équipe de développement d’Audi Sport.
En 2007, la réglementation a réduit la capacité du réservoir de 10 %; le volume du réservoir est ainsi passé de 90 à 81 litres. Cela a été fait pour tenir compte du pouvoir calorifique supérieur de 10 % du carburant diesel par rapport à l’essence de course. À la suite d’une modification de la réglementation par l’ACO en 2007, les véhicules diesel de la catégorie LMP devaient utiliser du biogazole à partir de 2008.

## Caractéristiques techniques
| Catégorie                | Le Mans Prototype (LMP1) |
| Monocoque                | Fibre de carbone avec structure en nid d'abeille, conforme aux normes FIA                                                                            |

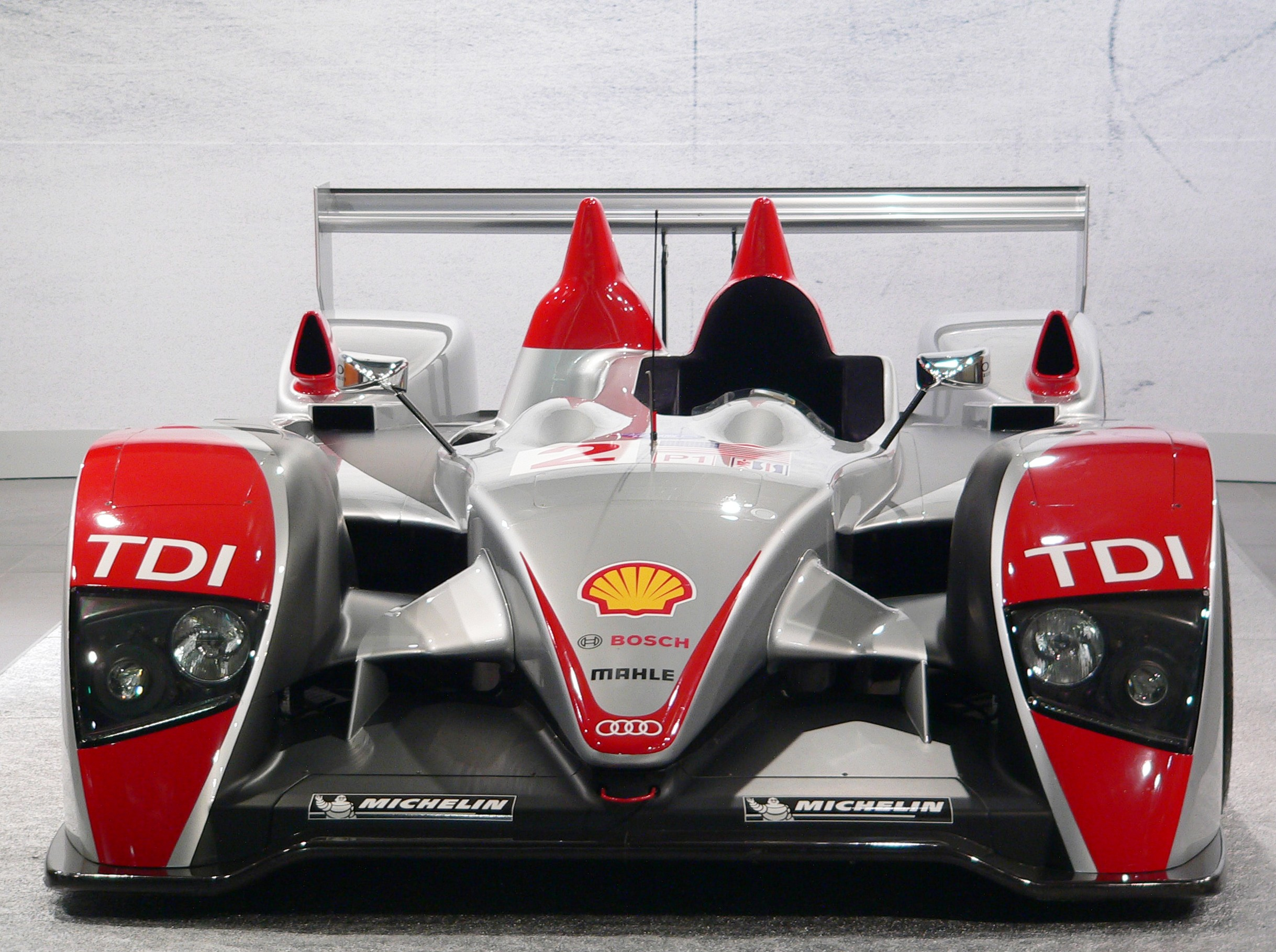
Audi R10 TDI (vue de face).

| Moteur                   | V12 aluminium 90°, 4 soupapes par cylindre, 2 brides d'air règlementaires de 39,9 mm Deux turbos compresseurs Garrett - Injection directe Diesel TDi |
| Gestion moteur           | Bosch MS14 |
| Système de lubrification | Carter sec, huile Shell |
| Cylindrée                | 5 500 cm3 |
| Puissance                | > 650 chevaux |
| Couple                   | > 1 100 N m |
| Transmission             | Aux roues arrière |
| Embrayage                | Embrayage en céramique |
| Boîte de vitesses        | Boîte de vitesses robotisée à actionnement pneumatique, cinq-rapports.                                                                               |
| Suspensions              | Suspensions avant et arrière indépendantes Système avec barre de torsion et amortisseurs réglables                                                   |
| Freins                   | Double circuit hydraulique de freinage Etriers en alliage Disques ventilés avant et arrière en carbone Répartition de freinage réglage par le pilote |
| Jantes                   | OZ Racing magnésium Avant : 13 × 18 pouces Arrière : 14,5 × 18 pouces                                                                                |
| Pneumatiques             | Michelin radial Avant : 33/68-18 Arrière : 17/71-18                                                                                                  |
| Longueur                 | 4 650 mm |
| Largeur                  | 2 000 mm |
| Hauteur                  | 1 030 mm |
| Poids minimum            | 925 kg |
| Réservoir                | 90 litres |

## Courses

### 24 Heures du Mans
Avec l’Audi R10 TDI, un modèle avec moteur diesel remporte pour la première fois les 24 Heures du Mans en 2006. Devant 235 000 spectateurs, Frank Biela, Emanuele Pirro et Marco Werner ont décroché la sixième victoire aux Mans d’Audi. Après avoir rattrapé leur retard, Rinaldo Capello, Tom Kristensen et Allan McNish se sont hissés à la troisième place. En 2007, la R10 TDI, avec les mêmes pilotes qu’en 2006, Frank Biela, Emanuele Pirro et Marco Werner, remporte le septième succès de la marque. En 2008, la troisième victoire au classement général du Mans a été remportée avec l’Audi R10 TDI. Les pilotes étaient Tom Kristensen, Allan McNish et Rinaldo Capello.

### Petit Le Mans 2006
Pour la première fois, une voiture de sport diesel a remporté la classique course américaine d’endurance du "Petit Le Mans". Avec sa victoire à Road Atlanta dans l’État américain de Géorgie, Audi s’est également assuré le classement des constructeurs dans la catégorie LMP1 de l’American Le Mans Series plus tôt que prévu après le classement des pilotes et des équipes. La nouvelle Audi R10 TDI est restée invaincue lors de sa septième course et, lors de sa première saison, a également remporté la troisième course d’endurance la plus importante de l’année après les 12 Heures de Sebring en mars et les 24 Heures du Mans en juin.

## Palmarès
- 2006 : Vainqueur du championnat ALMS dont les 12 Heures de Sebring et le Petit Le Mans, vainqueur des 24 Heures du Mans
- 2007 : Vainqueur du championnat ALMS dont les 12 Heures de Sebring et le Petit Le Mans, vainqueur des 24 Heures du Mans
- 2008 : Vainqueur des championnats LMS, ALMS, vainqueur des 24 Heures du Mans